# Leire Ruiz
Leire Ruiz Ganuza (Pamplona, 8 de mayo de 1983) es una actriz española de teatro y televisión conocida por su trabajo en el programa Vaya semanita de ETB . También interpretó a Ione en Euskolegas en 2009. Ha dirigido castings de cine, y desde 2022 es codirectora de la escuela de teatro e interpretación en Iruña butaca78eserlekua  junto a Laura Laiglesia. Copresentadora del pódcast el desván de la bajera, de la asociación AJE. Actualmente colabora presentando una sección en RH+ en ETB2. 

## Filmografía

### Cine
- La infiltrada (2024)
- Cuéntame cómo pasó (2020)
- Erlauntza (2020)
- Allí Abajo (2017)
- Indómito Mogambo (2014)
- Conexión Especial (2009)
- Fumar puede Matar (2009)

### Programas de televisión
- Rh+ (EITB) (2025)
- Euskolegas (ETB) (2009) como Ione
- Vaya semanita (ETB) (2010-2011/2015-2016/2025-…)... como varios personajes y la sección Cronoticias
- Sin paga, nadie paga (Teatro Infanta Isabel, Madrid) (2012 y 2013) como Marga.

- Datos: Q5972650